# Giovanni Axuch Comneno
Giovanni Axuch Comneno (detto il Grosso in greco Ἰωάννης Κομνηνός ὁ παχύς?; metà del XII secolo – Costantinopoli, 31 luglio 1200) è stato un nobile bizantino che tentò di usurpare il trono ad Alessio III Angelo (1195-1203).

## Biografia
Giovanni era figlio del famoso gran domestico Alessio Axuch, quindi membro della famiglia Axuch di origine selgiuchide, che fu fedelissima alla dinastia dei Comneni (1057-1059; 1081-1185) in quanto il capostipite della famiglia, Giovanni Axuch fu adottato dall'imperatore bizantino Alessio I Comneno (1081-1118) e fu il miglior amico di Giovanni II Comneno (1118-1143). Giovanni aveva anche sangue imperiale, attraverso la madre Maria Comnena, figlia di Alessio Comneno, co-imperatore e figlio maggiore dell'imperatore Giovanni II. Con questo albero genealogico Giovanni poteva aspirare a rivendirare il trono dei basileis, tenuto ora in mano dalla dinastia degli Angeli (1185-1204).
Il regno di Alessio III Angelo (1195-1203) fu travagliato fin dall'inizio, in quanto il fratello Isacco II Angelo (1185-1195; 1203-1204) gli aveva usurpato il trono e Alessio III lo fece accecare e imprigionare. L'aristocrazia cospirava contro Alessio, mentre le classi medie e inferiori di Costantinopoli avevano già mostrato la loro opposizione al sovrano con sommosse contro i funzionari corrotti, in particolare in una rivolta sanguinosa di larga scala contro il guardiano del pretorio, capo della prigione di Costantinopoli Giovanni Lago. Giovanni era un personaggio della corte di Costantinopoli piuttosto insignificante, si crede che la mente dei colpi di stato contro Alessio III fu Alessio Ducas, che divenne poi imperatore nel 1204. Giovanni fu certamente sostenuto da molti membri della corte dell'epoca dei Comneni, forse aderirono anche i fratelli Alessio Comneno e Davide Comneno, che in seguito fondarono l'impero di Trebisonda (1204-1461). La molla che fece scattare i preparativi per il golpe fu nel febbraio 1200, quando Alessio III fece sposare le sue due figlie: Irene Angela con Alessio Paleologo e Anna Angela con Teodoro Lascaris. Questi matrimoni avrebbero influenzato la successione imperiale, crearono anche un potere aristocratico separato da quello antico, e molte famiglie appartenenti alla vecchia aristocrazia non volevano sopportare ciò.

## Il colpo di Stato
Il colpo di Stato di Giovanni scoppiò il 31 luglio 1200, quando i congiurati fecero irruzione nella basilica di Santa Sofia, dove giurarono di restaurare i confini dell'impero bizantino come al tempo dei Comneni, ciò li avrebbe portanti in guerra con Bulgari, Valacchi, Turchi Selgiuchidi e Crociati. Mentre Giovanni fu incoronato imperatore da un monaco, visto che il patriarca Giovanni X Camatero si nascose dentro un armadio, il popolo iniziò la rivolta e furono date alle fiamme un certo numero di chiese. Nel frattempo i congiurati marciarono verso il Gran Palazzo, evitarono la porta Chalke, che era sorvegliata dalle temute guardie variaghe, entrarono dunque nell'ippodromo, che era collegato al palazzo. I sostenitori di Giovanni riuscirono a scacciare le truppe del thema di Makedonia messe lì di guardia, ed entrarono nel palazzo attraverso la porta Kareia.
Dopo aver acquisito il controllo della zona occidentale del palazzo, Giovanni si sedette sul trono imperiale, che avrebbe rotto a causa del suo peso. Giovanni non prese ulteriori iniziative per consolidare la sua posizione, ma iniziò a dare alte nomine ai suoi seguaci. Intanto i suoi sostenitori, insieme alla malavita urbana, un folto gruppo di georgiani e mercenari italiani, cominciarono a saccheggiare gli edifici. I rivoltosi raggiunsero la Nea Ekklesia e la chiesa della Vergine di Pharos, il deposito delle reliquie dell'impero, che era difesa dai suoi skeuophylax guidati da Nicola Mesarite, con una piccola guardia fornita da Giovanni. Mesarite e i suoi uomini riuscirono a far indietreggiare i saccheggiatori, finché Mesarite non fu ferito, ritirandosi nella chiesa di Faro.
Con l'arrivo della notte, la maggior parte della folla che aveva accompagnato la presa del palazzo si ritirò nelle proprie case, con l'intenzione di riprendere saccheggi il giorno seguente. Nel frattempo Alessio III che risiedeva nel palazzo delle Blacherne, radunò un'armata per riprendere il controllo della città, una piccola forza fu spedita con delle barche per circondare la città. Una piccola forza è stato spedito con le barche intorno a città, la penisola a Odigitria Monastero nord del Gran Palazzo. L'attacco fu guidato dal genero dell'imperatore Alessio Paleologo, che probabilmente era considerato erede al trono, egli si mise in contatto con le guardie variaghe, che stavano resistendo nella parte nord del palazzo. Le forze di Alessio marciarono verso l'ippodromo, dove si radunarono la maggior parte dei sostenitori di Giovanni, entrarono poi nel palazzo, dove trovarono una scarsa resistenza da parte dei sostenitori di Giovanni. Giovanni fu catturato dopo un breve inseguimento nel palazzo, fu immediatamente decapitato, la sua testa fu esposta al foro di Costantino, mentre il suo corpo fu esposto alle Blacherne. Sorte simile toccò in quella notte a molti dei suoi sostenitori, mentre altri furono catturati e torturati perché fornissero i nomi di tutti i cospiratori. Alessio Ducas fu probabilmente imprigionato per il ruolo che giocò in questa vicenda (rimase in carcere fino al 1203), ei fratelli Alessio e Davide, lasciarono la capitale subito dopo il fallimento del colpo di Stato.

## Fonti antiche
Il fallito colpo di Stato di Giovanni è ampiamente testimoniato dai cronisti dell'epoca: Niceta Coniata lo affronta brevemente e in modo sbrigativo, ma Nicola Mesarite in quanto testimone oculare scrisse un lungo racconto di questo evento, sottolineando il suo ruolo; Niceforo Crisoberge e Eutimio Tornicio scrissero su questo evento.